# Potentilla ulrichii
Potentilla ulrichii är en rosväxtart som beskrevs av Gerald Parolly och Nordt. Potentilla ulrichii ingår i Fingerörtssläktet som ingår i familjen rosväxter. Inga underarter finns listade i Catalogue of Life.